# Epitonium ferrugineum
Epitonium ferrugineum is een slakkensoort uit de familie van de Epitoniidae. De wetenschappelijke naam van de soort is voor het eerst geldig gepubliceerd in 1852 door Mörch.